# 八斗子駅

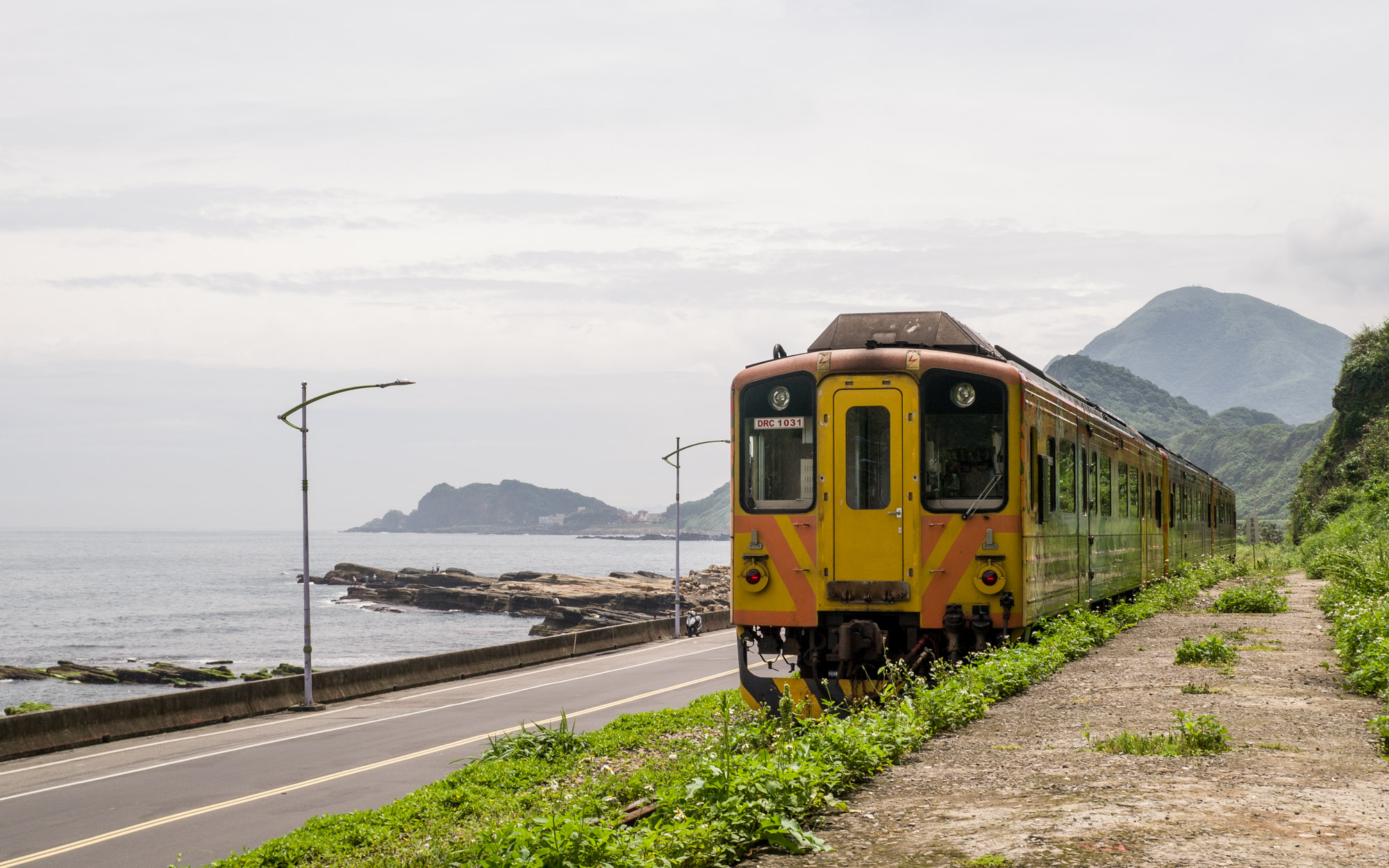
当駅で折り返す列車(2014年)

八斗子駅（はっとしえき）は台湾新北市瑞芳区深奥里と基隆市中正区砂子里境界にある台湾鉄路管理局深澳線の駅。再開業時にICカードリーダーが設置され、全てのIC乗車カード（悠遊卡(Easycard)、一卡通(iPASS)、愛金卡(icash2.0)）が利用可能。
海科館止まりの列車はこの駅まで回送して折り返していたが、2016年末に再旅客化され、開業後は多良駅と並んで「最も美しい駅」となることが期待されている。平渓線と直通運転を行っている。

## 歴史
- 1936年 - 日本鉱業株式会社金瓜石線（水八線）が焿子寮（後の海浜）から八斗子を経て八尺門まで延長した[5]:頁34:頁29。
- 1948年 - 金銅鉱物局（後の台湾金属鉱業公司）が金瓜石線を接収し、営業を継続した[6]。
- 1961年4月8日 - 台鉄深澳線の瑞芳 - 深澳間が開通した[7]:頁75-76,138。この時点では貨物専用線であり、本駅は信号場（號誌站）であった[8]。
- 1962年8月26日 - 金瓜石線が旅客扱いを停止した[7]:頁139。
- 1967年
  - 8月25日 - 深澳線が水南洞（後の濂洞）まで延伸され八斗子から八斗に改名された[7]:頁140。
  - 10月31日 - 深澳線が旅客扱いを開始し、本駅は招呼站（無人駅）となった[8]。同日、金瓜石線が正式に廃線となった。
- 1971年10月16日 - 利用客減少により廃止された[8]。
- 1972年1月 - 地元民の要望により招呼站として復活した[8]。
- 1989年8月21日 - 深澳線の旅客営業廃止に伴い廃止された[9]。但し線路は本駅を含む深澳火力発電所までの区間は存続した。
- 2007年9月6日 - 深澳線が全線廃線となった。
- 2014年1月24日 - 海科館止まりの列車が駅周辺の住民から騒音や排気の苦情が相次ぎ、0.4km先の当駅跡まで回送し、ここで折り返すこととなった[10][11]。
- 2016年
  - 10月11日 - ホーム再設置工事完了[4]。
  - 11月7日 - 安全検査完了[4]。
  - 12月28日 - 瑞芳起点4.7km[12][13]地点で「八斗子駅」として旅客扱い再開[14][15]。
- 2019年1月 - 深澳駅との間の線路跡を活用したレールバイクが正式開業[16][17]。

## 駅構造
- ホームが基隆市と新北市の境界を跨いでいる。
- 廃止前は単式ホーム1面1線の地上駅であった。旅客上屋や待合室は無かった。駅近くには保線用の小屋があった[18]。駅名標は八斗子のままであった。なお、金瓜石線は海沿いに八尺門へと向かっていた[19]。
- 再開業後は海側にもホームが設置され、線路両側にホームがある2面1線となった[14]（客扱いは海側のみ）。海側は浜海公路を見下ろす半高架構造で、展望台を兼ねており、道路とはスロープで繋がっている。

## 利用状況
| 年                 | 年間     | 年間     | 年間     | 年間     | 1日平均  | 1日平均  |
| 年                 | 乗車     | 下車     | 乗降計   | 出典     | 乗車     | 乗降計   |
| ------------------ | -------- | -------- | -------- | -------- | -------- | -------- |
| 1975               | 資料欠損 | 資料欠損 | 資料欠損 | [ 20 ]   | -        | -        |
| 1976               | 資料欠損 | 資料欠損 | 資料欠損 | [ 21 ]   | -        | -        |
| 1977               | 資料欠損 | 資料欠損 | 資料欠損 | [ 22 ]   | -        | -        |
| 1978               | 資料なし | 資料なし | 資料なし | 資料なし | 資料なし | 資料なし |
| 1979               | 資料なし | 資料なし | 資料なし | 資料なし | 資料なし | 資料なし |
| 1980               | 19,585   | 20,306   | 39,891   | [ 23 ]   | 54       | 109      |
| 1981               | 0        | 1,645    | 1,645    | [ 24 ]   | 0        | 5        |
| 1982               | 0        | 1,293    | 1,293    | [ 25 ]   | 0        | 4        |
| 1983               | 30       | 1,021    | 1,051    | [ 26 ]   | 0        | 3        |
| 1984               | 120      | 314      | 434      | [ 27 ]   | 0        | 1        |
| 1985               | 1,000    | 1,164    | 2,164    | [ 28 ]   | 3        | 6        |
| 1986               | 2,750    | 3,523    | 6,273    | [ 29 ]   | 8        | 17       |
| 1987               | 1,380    | 1,646    | 3,026    | [ 30 ]   | 4        | 8        |
| 1988               | 1,264    | 1,264    | 2,528    | [ 31 ]   | 3        | 7        |
| 1989               | 370      | 370      | 740      | [ 32 ]   | 2        | 3        |
| この間旅客営業なし |          |          |          |          |          |          |
| 2016               | 2,033    | 3,346    | 5,379    | [ 33 ]   | 508      | 1,345    |
| 2017               | 67,575   | 93,298   | 160,873  | [ 34 ]   | 185      | 441      |
| 2018               | 47,653   | 65,357   | 113,010  | [ 35 ]   | 131      | 310      |
| 2019               | 98,814   | 119,095  | 217,909  | [ 36 ]   | 271      | 597      |
| 2020               | 56,962   | 68,224   | 125,186  | [ 37 ]   | 156      | 342      |
| 2021               | 33,976   | 41,293   | 75,269   | [ 38 ]   | 93       | 206      |

## 駅周辺
- 台2線（北部浜海公路）

### バス路線
- 基隆客運（中国語版）「八斗子火車站」停留所
  - 791路（新北市公車）：国家新城 - 基隆駅 - 基隆市政府 - 福隆
  - 1051路（公路客運）：国家新城 - 基隆駅 - 基隆市政府 - 瑞芳駅
- 首都客運（中国語版）
  - 1579路（公路客運）：圓山転運站（中国語版） - 市府転運站 - （中山高速公路経由） - 八斗子 - 八斗子駅[39]

## 隣の駅
台湾鉄路管理局
深澳線
瑞芳駅 - 海科館駅 - 八斗子駅